# Telephone (canción de Exo-SC)
«Telephone» (en hangul, 척) es un sencillo de prelanzamiento grabado por EXO-SC, la subunidad de EXO para el álbum 1 Billion Views con la participación del cantante surcoreano 10cm.

## Composición y lanzamiento
«Telephone», se describe como una canción de hip hop con un alegre riff de piano y un fuerte ritmo de bajo. Según la revista Rolling Stone la canción es «simple y dulce con versos y armonías maravillosas en el coro». La canción fue lanzada el 7 de julio de 2020, unos días antes que el álbum.

## Vídeo musical
El 7 de julio, SM Entertainment publicó el videoclip del sencillo mediante el canal de SM Town en YouTube. El vídeo rememora a los vídeos musicales publicados en los 2000, mediante el uso de teléfonos Blackberry y accesorios coloridos. El dúo canta la canción caminando por el vecindario donde viven, pero el vídeo da un giro inesperado en cuanto aparecen dentro de un refugio oscuro que simula el servidor telefónico del barrio. Ambos destruyen los servidores para luego salir del lugar en cámara lenta con una explosión por detrás.

## Posicionamiento en listas
| Lista (2020)                       | Mejor posición |
| ---------------------------------- | -------------- |
| Corea del Sur (Gaon Singles Chart) | 72             |

## Ventas
| País             | Ventas  |
| ---------------- | ------- |
| China (QQ Music) | 206 073 |

## Historial de lanzamiento
| País          | Fecha              | Formato                     | Distribuidora    |
| ------------- | ------------------ | --------------------------- | ---------------- |
| Varios        | 7 de julio de 2020 | Descarga digital, streaming | SM Entertainment |
| Corea del Sur | 7 de julio de 2020 | Descarga digital, streaming | SM Entertainment |